# New START
New START – Strategic Arms Reduction Treaty, ’fördrag om reduktion av strategiska vapen’ – (ryska: СНВ-III, SNV-III) är ett bilateralt fördrag om kärnvapennedrustning  mellan USA och Ryssland med det formella namnet Measures for the Further Reduction and Limitation of Strategic Offensive Arms. New START är en fortsättning på START I-fördraget från 1991, som löpte ut i december 2009, och på START II och Moskvafördraget från 2002 (SORT), vilket skulle komma att löpa ut i december 2012. Fördraget signerades den 8 april 2010 i Prag i Tjeckien av ländernas presidenter, Barack Obama och Dmitrij Medvedev. Efter ratificeringen av USA:s kongress och Ryska federationens federala församling, trädde fördraget i kraft när USA och Ryssland utbytte ratificeringsdokument den 5 februari 2011.
Långvariga samtal genomfördes av de amerikanska och ryska delegationerna i Genève, ledda av statssekreterare Rose Gottemoeller från USA:s utrikesdepartement. Den ryska delegationen leddes av Anatoly Antonov, direktör för säkerhet och nedrustning vid det ryska utrikesministeriet. Obama och Medvedev tillkännagav den 26 mars 2010 att de hade nått ett avtal. USA:s kongress gav sitt bifall till att ratificera fördraget och godkände beslutet med en omröstning den 22 december 2010, i vilken 71 senatorer röstade för och 26 röstade emot. I Ryssland ratificerades fördraget den 25 januari 2011 av statsduman och den efterföljande dagen av det federationsrådet. Utbytet av ratificeringsdokument för New START-fördraget ägde rum den 5 februari 2011 vid Munich Conference on Security Policy i München i Tyskland.
Obamas efterträdare Donald Trump har kritiserat avtalet och menat att avtalet är alltför gynnsamt för Ryssland.